# Kulturkrig
| Kulturkrig |
| --- |
| Skämtteckningen ”Zwischen Berlin und Rom“ från tidningen Kladderadatsch (1875), med Otto von Bismarck och påven som spelar schack. - Betydelse – samhällelig konflikt mellan olika kulturella värden - Bakgrund – 1800-talets tyska Kulturkampf, 1991 års bok Culture Wars - Vanliga skiljelinjer – konservatism mot liberalism och liberalism mot socialism |

Kulturkrig (engelska: culture war) syftar på en samhällelig konflikt mellan olika kulturella värden. Begreppet används flitigt inom den anglosaxiska världen på konflikter mellan traditionellt konservativa och progressiva ståndpunkter. Begreppet har rötter i det sena 1800-talets kulturella strider under etablerandet av det tyska riket, och 1991 populariserade sociologen James Davison Hunter begreppet genom sin bok Culture Wars.

## Historik

### Bakgrund
Konfliktlinjerna mellan konservativa och progressiva idéer har präglat samhällsklimatet i många länder och historiska perioder. På 1500- och 1600-talet var skiljelinjerna ofta mellan olika typer av religion, och 1500-talets protestantiska utveckling utmynnade under det följande seklet i ett trettioårigt europeiskt storkrig, med religionen som utgångspunkt. Puritaner och andra – ofta ortodoxa – kristna minoriteter emigrerade i stor mängd till de europeiska kolonierna i Nordamerika, där de bland annat kom att bilda en religiös bas i ett så småningom självständigt USA.
Begreppet kulturkrig går även att finna i tyskans Kulturkampf (svenska: kulturstrid eller kulturkamp). Detta refererar till den politiska sammandrabbning som ägde rum 1871 till 1887 mellan kulturella och religiösa grupper, när den nya konstitutionen och demokratin växte fram under kanslern Otto von Bismarcks regeringstid.

### Från sena 1900-talet
Begreppet kulturkrig introducerades i amerikansk politik i och med publiceringen av boken Culture Wars: The Struggle to Define America (1991), skriven av sociologen James Davison Hunter. Boken handlar om hur det i USA pågår en konflikt mellan konservativa religiösa grupper (ortodoxa judar, konservativa katoliker och fundamendalistiska kristna i allmänhet) och deras progressiva motsvarigheter, om kontrollen över amerikansk kultur och de sociala institutionerna. Hunter beskriver i boken en omläggning av politiken och polarisering som förändrat amerikansk politik och kultur, exempelvis rörande frågor som abort, vapenlagar, global uppvärmning, kyrkans roll i staten och homosexualitet. I boken tas familjen, konst, utbildning, lagar och politik i allmänhet upp som viktiga arenor för det pågående kulturkrig, som enligt Davison Hunter inte sedan amerikanska inbördeskriget visat på lika djupa politiska skiljelinjer.
Sedan publiceringen av Davidson Hunters bok har idén om kulturkrig påverkat flera områden i den offentliga debatten, däribland debatten om den offentliga skolan och innehållet i kursplanerna i USA. I debatten används från konservativt håll ibland begreppen kulturmarxism och politisk korrekthet, för att beteckna progressiva reformer och förslag, medan olika traditionella familjevärderingar ofta lyfts fram som hörnpelare i den konservativa världsbilden.
Eric Kaufmann, professor i politik vid University of London, menar att ett kulturkrig utkämpas mellan kulturell liberalism och kulturell socialism. Enligt Eric Kaufmann omfattar kulturell liberalism idén att individer och grupper ska åtnjuta yttrandefrihet, inte ska tvingas att stödja idéer som de motsätter sig, och att sociala normer och lagar ska likabehandla alla. Kulturell socialism omfattar idén att politik ska användas för att omfördela makt, resurser och självkänsla, från privilegierade grupper till diskriminerade grupper, och då i synnerhet kvinnor samt etniska och sexuella minoriteter. Behovet av omfördelning menar Eric Kaufmann används av anhängare till kulturell socialism till att legitimera frihetsinskränkningar och särbehandling av privilegierade grupper.
I Storbritannien, ett land med mindre religiös prägel av samhället, är idén om kulturkrig betydligt mindre markant. Däremot har senare års polariserade konfliktlinjer i USA i någon mån påverkat den offentliga debatten även där. Och begrepp som cancelkultur har sedan 2017 fått vid spridning, i en medialiserad verklighet där sociala medier ibland kan fungera som "folkdomstolar".

### Andra skiljelinjer
För det mesta syftar man med kulturkrig på idékonflikterna mellan konservativa och liberala strömningar, men på senare tid även på idékonflikter mellan liberala och socialistiska strömningar. Ibland anses engelskspråkiga begrepp som woke och social justice warrior vara kopplade till en inskränkthet och antiindividualism som har rötter i 1500- och 1600-talens kristna puritanism. Dessa 2010-talsfenomen har bland annat anammats av delar av Generation Z och har utvecklats parallellt med sociala rörelser som Metoo och Black Lives Matter.
Nya skiljelinjer har etablerats bland annat i synen på genus, könsroller och individuella friheter. Olika feministiska grupperingar har exempelvis ofta starkt polariserade åsikter omkring transpersoner, sexarbete och pornografi – tre fenomen som utmanar de traditionella grunderna för kvinnors kamp för lika rättigheter. I många länder har detta lett till att radikalfeminister och konservativa grupperingar ofta arbetat emot den upplevda sexualiseringen av samhället, fast med olika förtecken. Under 1980-talet ledde meningsskiljaktigheter mellan den sexpositiva rörelsen och antiporraktivismen – omkring pornografins natur, effekter och begränsningar i USA – till de så kallade porn wars. I USA har SESTA/FOSTA och andra lagar emot människohandel kanske främst drabbat frivilliga sexarbetare, samtidigt som sexualupplysare hindras av censur i sociala medier. I ett antal amerikanska, konservativt styrda delstater har böcker med koppling till alternativa sexualiteter rensats bort från skolbibliotek, något som lett till att även Bibeln blivit inblandad i denna censurprocess.
Kulturkrig används ibland som begrepp kopplade till olika dominerande kultur i olika landsdelar, länder eller kontinenter. I Kanada menas med kulturkrig skillnaden i värderingar mellan västra och östra Kanada, stad och landsbygd, liksom mellan konservativa och liberala värderingar. Under 2000-talet pågår enligt vissa ett kulturkrig mellan Kina och västvärlden, och svårigheten för Ryssland att göra sig förstådd i en europeisk kontext sägs av vissa även ha kulturella grunder. I bland annat Sverige kan begreppet kulturkrig ibland syfta på 'krig mot den rådande kulturen'.
Anhängare till konspirationsteorin om kulturmarxismen brukar hävda att det från vänster pågår ett kulturkrig. Denna skulle på ett destruktivt sätt söka förändra värderingar, kultur och moral i Europa och USA.